# Elisabeth von Nassau-Hadamar
Elisabeth Gräfin von Nassau-Hadamar († 30. Dezember 1412) war Äbtissin und Fürstin zu Essen. Sie wurde nach Jahren des Konflikts durch die Stadt als Landesherrin anerkannt.

## Biografie

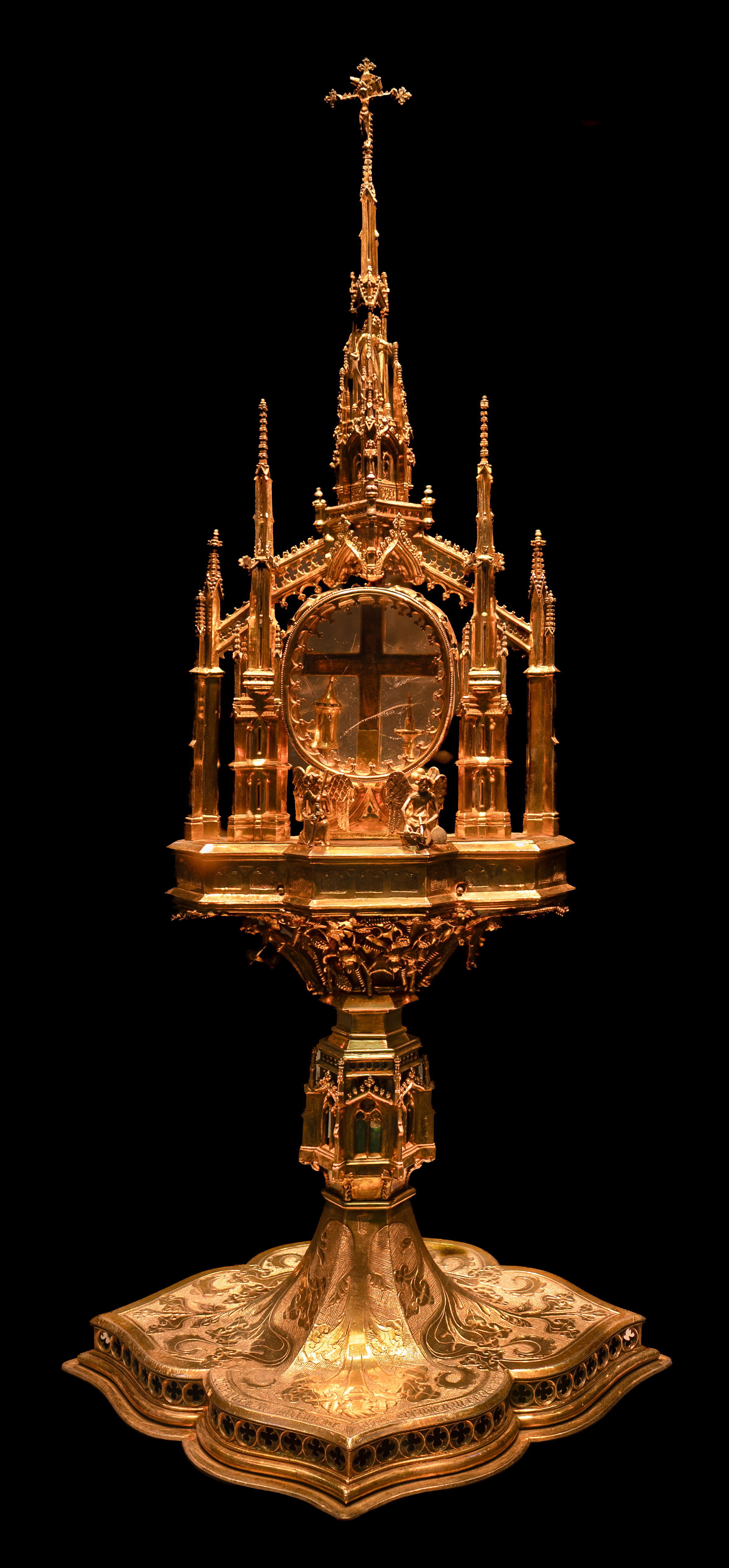
Elisabeth stiftete für das Essener Stift eine Kapselmonstranz, die noch heute im Essener Domschatz vorhanden ist

Elisabeth war die Tochter des Grafen Johann von Nassau-Hadamar und der Gräfin Elisabeth von Waldeck, Tochter des Grafen Heinrich IV. von Waldeck. Das Jahr ihrer Geburt ist nicht bekannt. Sie war das achte von zehn Kindern. Aufgrund ihrer adeligen Abstammung bekam sie die Möglichkeit, in das Damenstift zu Essen einzutreten. 1370 wurde sie dort zur Äbtissin und Fürstin gewählt. Diese stellte im 13. Jahrhundert gleichzeitig die Fürstin des Reiches dar. Um die Wahl eines Fremden zu vermeiden, wurden Wahlkapitulationen eingeführt. Die älteste erhaltene des Stiftes stammt aus dem Wahljahr der Elisabeth.
Die Zeit Elisabeths als Äbtissin blieb nicht ohne Reibungen und Komplikationen. Im Gegensatz zu ihren Vorgängerinnen forderte sie von Rat und Bürgerschaft die Huldigung. Hinzu kam, dass sie die Vereidigung des städtischen Richters vor dem Damenkapitel forderte. Das war zwar in der von ihr unterzeichneten Wahlkapitulation festgeschrieben, doch wurde es normalerweise nicht ausgeführt. Als Folge hieraus schuf sich die Stadt ein eigenes Stadtgericht. Aufgrund der sich weiter zuspitzenden Lage ließ sich Elisabeth 1372 von Kaiser Karl IV. die Hoheitsrechte über die Stadt bestätigen. Nur fünf Jahre später ließ sich die Stadt von demselben Kaiser die Unabhängigkeit vom Damenstift sowie eine reichsstädtische Autonomie bestätigen. Die beiden Urkunden waren nicht miteinander vereinbar.
1399 kam es zu einer ersten Einigung, die im sogenannten Scheidebrief festgehalten wurde. Elisabeth gewann die Hoheitsrechte für sich. Sie sollte allerdings keine Huldigung mehr verlangen. Der Stadt wurde unter anderem ihre Selbstverwaltung zugestanden. Durch diesen Brief fand die Säkularisation der Stadt vom Damenstift statt.
Während ihrer Amtszeit war Elisabeth für viele bereits unter ihren Vorgängerinnen begonnenen Neu-, Um- und Wiederaufbaumaßnahmen am Essener Münster verantwortlich. Sie verstarb am 30. Dezember 1412 nach 42-jähriger Amtszeit und wurde in der Münsterkirche beigesetzt.